# Blond

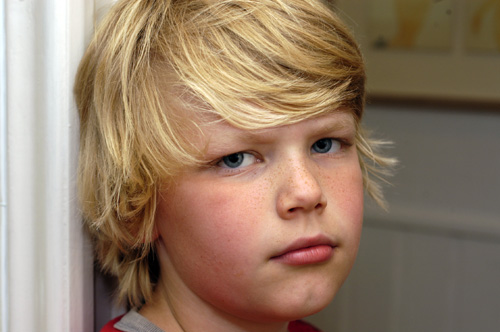
Lichtblond haar

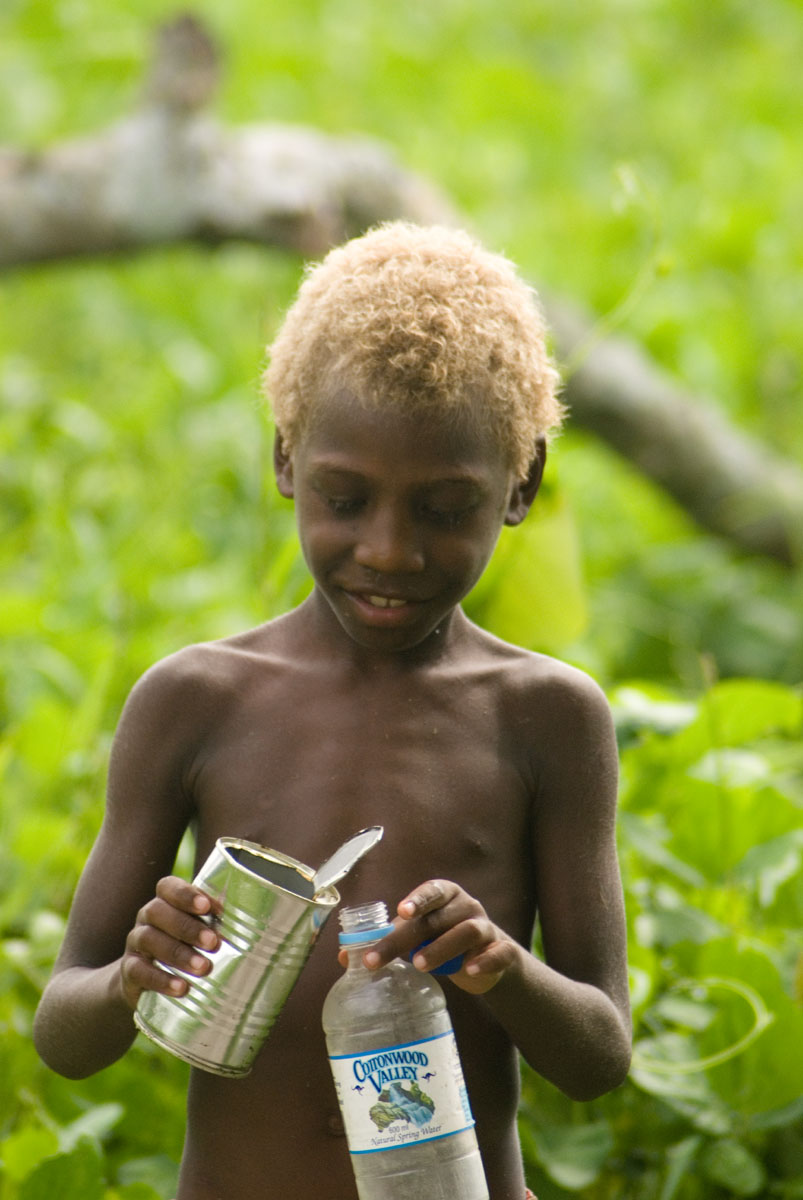
Een blonde jongen in Vanuatu, ten zuiden van de Salomonseilanden

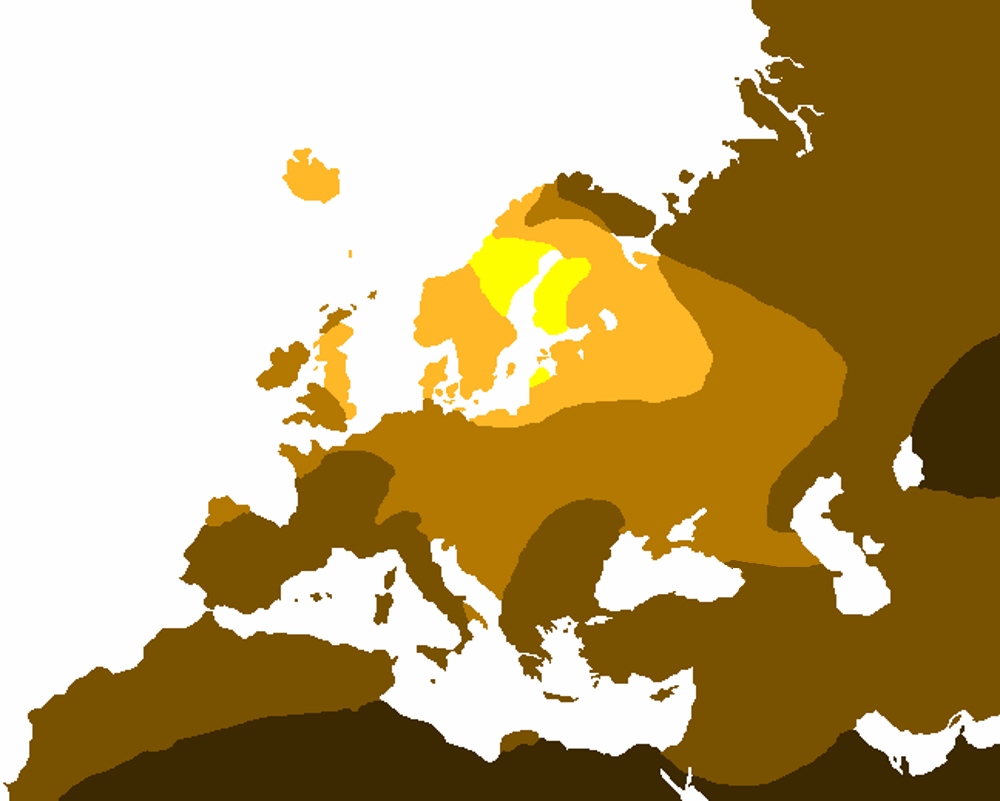
Percentage lichtharigen onder de autochtone bevolking in en rond Europa:
80—100%
50—79%
20—49%
1—19%
minder dan 1%

Blond is een lichte haarkleurvariant die van origine in het bijzonder voorkomt in de gematigde klimaatzones. Als zodanige varianten kunnen onderscheiden worden:
- Witblond (in beginsel vooral voorkomende in het hoogste noorden en ook nu nog met name in Scandinavische landen);
- Halfblond (in beginsel in de minder noordelijke regionen van de gematigd klimaatzone, waar het klimaat al iets zonniger is, deze variant wordt ook wel peper-en-zout-blond genoemd);
- Goudblond;
- Oranjeblond (veelal rossig genoemd);
- Donkerblond.

Over de herkomst en de oorspronkelijke betekenis van het woord blond bestaat geen duidelijkheid.
Hoewel vaak gezamenlijk voorkomend, worden blond haar, blauwe ogen en een lichte huidskleur veroorzaakt door genetisch afzonderlijke factoren met een in tijd en locatie verschillende oorsprong.

## Gering percentage mensheid
Het percentage mensen met blond haar is wereldwijd gezien naar schatting minder dan vijf. Voor de 21e eeuw werd gedacht dat blond alleen in Europa voorkwam, met name boven de lijn die ruwweg loopt van de Britse Eilanden over het noorden van Nederland, Duitsland en Polen naar de Kaukasus. Vooral in Noord-Europa is blond wijdverbreid, met percentages van boven de 80. In Nederland was in de provincie Groningen het geschatte aandeel blondharigen in 1937 met 81% het hoogst.
Buiten het hierboven genoemde gebied heeft onderzoek uit 2012 aangetoond dat ook in Oceanië de haarkleur blond van oorsprong voorkomt, onder meer op de Salomonseilanden.

## Invloed van de leeftijd op de blondheid
Blond haar wordt met het ouder worden steeds donkerder. Is een groot percentage van de kleuters in Nederland bijvoorbeeld nog halfblond of witblond, in de puberjaren is dat doorgaans halfblond dan wel donkerblond, waarna lichte tinten uit het haar blijven afnemen met de jaren. Bij mensen met een oranjeblonde haarkleur verloopt dit proces ongeveer hetzelfde maar meestal wel iets langzamer. Zij worden meestal eerst goudblond.

## Verondersteld uitsterven
In het mode- en lifestyleblad Vogue verklaarde de hoogleraar genetica Steve Jones van de Universiteit van Londen in 1996 dat blond haar naar verwachting zal verdwijnen. Door de sterk vergrote mobiliteit van mensen zou het aantal tot voortplanting leidende contacten van blondharigen met donkerharigen zo sterk zijn vergroot dat meestal een donkere-haar gen gecombineerd wordt met een gen voor blond haar. Omdat genen voor donker haar dominant zijn, is dan het fenotype donkerharig. Zijn bewering inspireerde anderen die eveneens het uitsterven van blonde mensen voorspellen, soms in een context van de complottheorie van de omvolking. Zo'n uitsterven zou dan een omkering zijn van de trend in de afgelopen eeuwen gedurende welke het absolute aantal blondharigen juist sterk toenam door de algehele bevolkingsgroei en Europese kolonisatie van Noord-Amerika en Australië.
In 2002 publiceerde de BBC een artikel over een Duits onderzoek waaruit zou blijken dat blonde mensen in 200 jaar zouden uitsterven. Later bleek dit onderzoek een hoax te zijn. Desondanks werd het in 2006 wederom genoemd en door de Engelse dermatoloog Jonathan Rees op grond van populatiegenetische argumenten weerlegd in The Sunday Times.
Ook eerder was het uitsterven van blondharigen voorspeld, maar door het belang van seksuele selectie kunnen de relevante genen mogelijk lang in de populatie blijven bestaan.

## Veronderstelde evolutie

### Europees blond
Bio-antropoloog Peter Frost kwam in een publicatie uit 2006 in Evolution And Human Behavior tot de theorie, dat er een mannentekort ontstond aan het eind van de laatste ijstijd doordat de jacht vanwege de snel veranderende omstandigheden gevaarlijker werd. De concurrentie tussen de vrouwen over de beschikbare mannen zou daardoor verhevigd zijn. Uit veel eerder psychologisch onderzoek zou men kunnen concluderen dat het verkiezen van een blonde haarkleur een aangeboren constante is van de menselijke psychologie. Een mutatie zou zich dus door deze selectiedruk snel over de in die tijd vermoedelijk zeer kleine populatie mensen in Europa hebben kunnen verspreiden.
Japans onderzoek stelde vrij recentelijk aanwijzingen gevonden te hebben, dat de speciale mutatie van het haarkleurgen MC1R die de blonde kleur veroorzaakt, niet ouder geweest kan zijn dan zo'n 11.000 jaar. In Europa bestaat daarbij een opmerkelijke genetische variatie van het gen met zeven verschillende basistypen. Dit werpt voor de heersende Out of Africa-theorie van de menselijke evolutie, die onder andere stelt dat de moderne mens enkele tienduizenden jaren geleden vanuit het zuiden naar Europa gemigreerd is, de vraag op, hoe in een zo korte tijd een zo verregaande evolutionaire verandering plaatsgehad zou kunnen hebben. De alternatieve multiregionale theorie die veronderstelt dat er menging heeft plaatsgevonden met al honderdduizenden jaren aanwezige populaties Neanderthalers, heeft dat probleem niet.
Uit fenotypische analyse van menselijke fossielen uit Afontova Gora in Siberië bleek dat Afontova Gora 3 het afgeleide rs12821256-allel droeg dat geassocieerd wordt met, en waarschijnlijk de oorzaak is van, de blonde haarkleur. Afontova Gora 3 was het eerste individu waarvan bekend is dat het dit afgeleide allel draagt. In 2017 dateerde directe AMS-datering Afontova Gora 3 op ongeveer 18.090 BP. Afontova Gora maakte deel uit van een archeopopulatie genaamd Oud Noord-Euraziatisch. Vanuit deze Oud Noord-Euraziatische populatie kwam het allel bij de Oostelijke Jager-Verzamelaars en van daar bij de Westelijke Steppeherders van de Oost-Europese kopertijd. Deze worden in het algemeen beschouwd als vertegenwoordigers van de vroege Indo-Europeanen. Gedurende de koper- en bronstijd kwam het tot een grootscheepse expansie van deze Westelijke Steppeherders, waardoor de blonde haarkleur zich met name in Noord-Europa sterk uitbreidde.

### Oceanisch blond
In mei 2012 verscheen in Science een studie die aantoont dat een mutatie van TYRP1 de blonde kleur veroorzaakt bij inwoners op de Salomonseilanden. De frequentie ligt daar tussen de 5 en 10 procent. Eerder nam men aan dat de haarkleur blond in Oceanië het resultaat was van de Europese ontdekkingsreizigers, handelaars en anderen die daar in de vorige eeuwen een bezoek brachten. De eilanders zelf gaven een aantal alternatieve verklaringen voor het blonde haar, zoals blootstelling aan de zon, of een voedingspatroon met veel vis.
Nu aangetoond is dat het gaat om een mutatie die niet in Europa voorkomt, is duidelijk dat de blonde haarkleur op minstens twee plaatsen onafhankelijk van elkaar is ontstaan.